# Selaginella simplex
Selaginella simplex là một loài dương xỉ trong họ Selaginellaceae. Loài này được Baker mô tả khoa học đầu tiên năm 1885.